# Stictolejeunea iwatsukii
Stictolejeunea iwatsukii är en bladmossart som beskrevs av Mizut.. Stictolejeunea iwatsukii ingår i släktet Stictolejeunea och familjen Lejeuneaceae. Inga underarter finns listade i Catalogue of Life.